# Timofei Wjatscheslawowitsch Margassow
Timofei Wjatscheslawowitsch Margassow (russisch Тимофей Вячеславович Маргасов; * 12. Juni 1992 in Toljatti) ist ein russischer Fußballspieler.

## Karriere

### Verein
Margassow begann seine Karriere in der Konoplew Akademija. Im Januar 2011 wechselte er zum Drittligisten Akademija Toljatti. Zur Saison 2012/13 schloss er sich dem Zweitligisten FK Jenissei Krasnojarsk an. Sein Debüt in der Perwenstwo FNL gab er im Juli 2012, als er am ersten Spieltag jener Saison gegen Schinnik Jaroslawl in der Nachspielzeit für Alexei Basanow eingewechselt wurde. Bis zur Winterpause kam er zu elf Zweitligaeinsätzen für Krasnojarsk.
Im Januar 2013 wechselte Margassow zum Erstligisten FK Rostow. Im März 2013 gab er gegen Wolga Nischni Nowgorod sein Debüt in der Premjer-Liga. Bis Saisonende spielte er siebenmal für Rostow in der höchsten russischen Spielklasse. In der Saison 2013/14 kam er ebenfalls zu sieben Einsätzen. Zur Saison 2014/15 wechselte er leihweise zum Zweitligisten FK Sibir Nowosibirsk. Während der Leihe kam er zu 26 Einsätzen in der Perwenstwo FNL, in denen er ein Tor erzielte. Zur Saison 2015/16 kehrte er wieder nach Rostow zurück. In jener Spielzeit kam er zu 25 Erstligaeinsätzen. Im August 2016 wechselte er zum Ligakonkurrenten Krylja Sowetow Samara.
In Samara kam er bis zur Winterpause zu fünf Einsätzen. Nach nur einem halben Jahr in Samara wechselte er im Februar 2017 weiter innerhalb der Premjer-Liga zu Lokomotive Moskau. Bei Lok Moskau konnte er sich jedoch nicht durchsetzen, bis zum Ende der Saison 2016/17 absolvierte er zwei Ligaspiele, in der Hinrunde der Saison 2017/18 gar keines. Daher wurde er im Januar 2018 an den Ligakonkurrenten FK Tosno verliehen. Für Tosno kam er während der Leihe zu neun Einsätzen in der Premjer-Liga, aus der er mit dem Verein zu Saisonende jedoch abstieg. Zur Saison 2018/19 kehrte Margassow wieder nach Moskau zurück, spielte jedoch erneut keine Rolle und kam nie zum Einsatz. So folgte im Februar 2019 die zweite Leihe, diesmal wurde er an den Zweitligisten FK Sotschi verliehen.
In Sotschi kam er bis Saisonende zu 14 Zweitligaeinsätzen, mit dem Verein stieg er zu Saisonende in die Premjer-Liga auf. In der Saison 2019/20 kam er zu 15 Einsätzen in der höchsten russischen Spielklasse. Nach dem Ende der eineinhalbjährigen Leihe wurde Margassow im August 2020 von Sotschi fest verpflichtet. Im Oberhaus verbrachte er mit Sotschi weiter vier Saisonen, ehe der Klub 2024 aus der Premjer-Liga abstieg. Margassow wechselte daraufhin zur Saison 2024/25 zum Zweitligisten Ural Jekaterinburg.

### Nationalmannschaft
Margassow absolvierte im Mai 2014 ein Spiel für die russische U-21-Auswahl.

### Erfolge
- Russischer Pokalsieger (2018)